# Makrellbekken Station
 Makrellbekken Station ( Makrellbekken stasjon) er en metrostation på Røabanen på T-banen i Oslo. Stationen, der blev åbnet 24. januar 1935, ligger i kvarteret Makrellbekken. I 1995 blev stationen ombygget til metrostandard, og samtidig blev en stærkt trafikeret overskæring erstattet af en bro.